# Koken
Imperatriz Koken (孝謙天皇, Koken-tennō, 718—770) foi o 46º Imperatriz do Japão, na lista tradicional de sucessão.

## Vida
Koken reinou de 749 a 758. Koken e Shotoku foram a mesma pessoa, que reinou por duas vezes como imperatriz. Ela foi a sexta mulher a ascender ao Trono do Crisântemo.
Antes da sua ascensão ao trono, seu nome era Abe ( 阿倍 ). Seu pai era o Imperador Shōmu, e sua mãe era Imperatriz Komyo.
19 de agosto de 749. No 25 º ano do reinado de Shōmu-tennō o imperador morreu; e a sucessão ( senso ) foi recebida por sua filha Koken.  
757: Houve uma conspiração para derrubar a Imperatriz Koken e Fujiwara no Nakamaro, perpetrada por Tachibana no Naramaro mas ela não foi bem sucedida.
758: Koken abdicou em favor de um primo que se tornaria conhecido como Imperador Junnin . A imperatriz reinara por dez anos. Hoje, ela é lembrada principalmente por seu suposto affair com um monge budista chamado Dokyo (道镜), um homem a quem honrou com títulos e poder.
28 de agosto de 770: A Imperatriz morreu de varíola aos 57 anos. 
A Imperatriz Koken é tradicionalmente venerada em um memorial no santuário xintoísta em Nara. A Agência da Casa Imperial designa este local como Mausoléu de Koken. E é oficialmente chamado de Takano no misasagi.

## Daijō-kan
- Daijō Daijin Emi no Oshikatsu (também chamado Fujiwara no Nakamaro)
- Sadaijin, Tachibana no Moroe (também chamado Principe Katsuragi, meio irmão da Imperatriz Komyo)
- Udaijin, Fujiwara no Toyonari (Primeiro filho deFujiwara no Muchimaro)
- Udaijin, Fujiwara no Nakamaro (Segundo filho de Fujiwara no Muchimaro)